# Nabari (miasto)
Nabari (jap. 名張市 Nabari-shi)– miasto w Japonii, w środkowej części wyspy Honsiu, w prefekturze Mie.

## Położenie
Miasto leży w północnej części prefektury Mie nad rzeką Inabe. Sąsiaduje z miastami Iga i Tsu w prefekturze Mie, a także miastem Uda oraz wsiami Soni i Yamazoe w prefekturze Nara.

## Historia
Miasto powstało w marcu 1954.